# Allan McMahon
Pas d'image ? Cliquez ici

a Compétitions nationales et continentales officielles uniquement.

b Matchs officiels uniquement.
Allan McMahon, né le 9 août 1954 et mort le 24 mai 2003 à Wollongong (Australie), est un joueur et entraîneur australien de rugby à XIII évoluant au poste d'ailier, d'arrière ou de centre dans les années 1970 et 1980.

## Biographie
En club, il effectue sa carrière dans le Championnat de Nouvelle-Galles du Sud à Balmain, Newtow et Canberra avant de la clore à Featherstone en Angleterre. C'est avec la sélection d'Australie qu'il performe en remportant notamment deux titres de Coupe du monde en 1975 et 1977, terminant lors de cette dernière meilleur marqueur d'essais en compagnie de Graham Eadie. APrès sa carrière sportive, il devient entraîneur et prend en main les clubs de Canberra, Newcastle (premier entraîneur de l'histoire de ce club) et Illawarra

## Palmarès
- Collectif :
  - Vainqueur de la Coupe du monde : 1975 et 1977 (Australie).
- Individuel :
  - Meilleur marqueur d'essais de la Coupe du monde : 1977 (Australie).